# Jevgenyij Lvovics Svarc
Jevgenyij Lvovics Svarc (Шварц, Евгений Львович), (Kazany, 1896. október 21. – Leningrád (ma Szentpétervár), 1958. január 15.) szovjet író, drámaíró, forgatókönyvíró.
Több mint húsz színdarab és bábjáték szerzője, nyolc játékfilm forgatókönyvírója.

## Élete
Orvoscsaládba született. Apja a kazanyi orvosegyetemen tanult, anyja szülészként végzett. Az apja kemény, szigorú férfi volt, míg édesanyja szelíd, kedves asszony. Úgy tartják, hogy ezért Svarc már gyerekkorában képessé vált a világ különös kétértelműségének észrevételére. Bonyolult lelkületű gyerek volt. Igen hamar megtanult olvasni, és arról álmodozott, hogy regényíró lesz. Kitalált mindenféle történeteket, melyekkel halálra rémisztette magát.
Az 1910-es évek végén a moszkvai jogi karon tanult, de két évet elvégezvén végképp szakított a jogi pályával; életét az irodalomnak és a színháznak szentelte. Kezdő színészként a doni Rosztovba költözött, és beiratkozott egy színésztanodába. Mellette egy újságnál dolgozott, ahol megismerkedett Nyikolaj Olejnyikovval, akivel barátokká, és szerzőtársakká váltak.
1921-ben Szentpétervárra költözött a rosztovi színtársulattal.
Egy ideig Kornyej Csukovszkij titkáraként dolgozott. Tárcáit 1923-ban kezdte a lapokban publikálni. 1924-ben Szamuil Marsak mellett dolgozott a GOSZIZDAT-nál (Állami Könyvkiadó). Ugyanekkor közel került az írószövetség tagjai közé.
Műveiben a mesék szimbólumvilágát arra használja, hogy korának politikai és ideológiai viszonyait ábrázolja. A darabjai közül többet megfilmesítettek.

## Színdarabjai
- Ундервуд, 1928
- Пустяки (Semmiségek) 1932
- Клад (A kincs) 1934
- Голый король (A király meztelen), 1934
- Похождения Гогенштауфена, 1934
- Красная шапочка (Piroska és a farkas), 1936
- Снежная королева (A Hókirálynő), 1939
- Кукольный город (Bábok városa), 1939
- Тень (Az árnyék), 1940
- Сказка о потерянном времени (Mese az eltűnt időről), 1940
- Дракон (A sárkány), 1944
- Сказка о храбром солдате, 1946
- Сто друзей (Száz barát), 1948
- Два клена, 1953
- Обыкновенное чудо (Hétköznapi csoda), 1956
- Повесть о молодых супругах (Egy ifjú pár története), 1957

## Magyarul
- Elsőosztályosok. Ifjúsági regény; ford. M. Nikodémusz Elli; Új Magyar Könyvkiadó, Bp., 1949
- Jevgenyij Svarc–Ilja Frezː A mi gyárunk; ford. Vári György; Ifjúsági, Bp., 1951
- Mindennapi csoda. Mesejáték; ford. Vas Zoltán; Színháztudományi Intézet, Bp., 1963 (Világszínház)
- A sárkány; ford. Gál M. Zsuzsa; Színháztudományi Intézet, Bp., 1967 (Világszínház)
- Drámák; ford. Bojtár Endre et al., vál. Osztovits Levente, utószó Nemes G. Zsuzsa; Európa, Bp., 1976 (A király meztelen, Az árnyék, Hétköznapi csoda, A sárkány) ISBN 963-07-0637-7

## Magyar előadások
- Vígszínház, 1963: Az árnyék, rendezte: Makai Péter, főszereplők: Latinovits Zoltán, Gordon Zsuzsa, Tordy Géza
- Szeged, 1964: A sárkány, rendezte: Komor István
- Állami Bábszínház, Budapest, 1967: Az árnyék
- Debrecen, 1970: ??, rendezte: Giricz Mátyás
- Pinceszínház, Budapest, 1991: Az árnyék, rendezte: Bodansky György
- Állami Magyar Színház, Kolozsvár, 1992: A sárkány, rendezte: Bocsárdi László
- Tamási Áron Színház, Sepsiszentgyörgy, 1995: Az árnyék, rendezte: Bocsárdi László
- Budaörsi Játékszín, 1997: Hétköznapi csoda, rendezte Éless Béla
- Örkény István Színház: A sárkány, 2003, rendezte: Mácsai Pál
- Madách Kamara, 2003: A sárkány, rendezte: Mácsai Pál
- Kaposvár, 2006: Hókirálynő, rendezte: Váradi Szabolcs
- Holdvilág Kamaraszínház, 2006: Hókirálynő, rendezte: Koltai Judit

## Forgatókönyvek
- Золушка (Hamupipőke), 1945
- Каин XVIII (XVIII. Káin), 1947 (forg.könyv; film: 1963)
- Первоклассница (Elsős kislány), 1948
- Дон-Кихот (Don Quijote), 1957
- Марья-искусница, 1959
- Снежная королева (Hókirálynő), 1966